# Gustave Rolland
Pour les articles homonymes, voir Rolland.
Gustave Rolland est un homme politique français né le 16 juillet 1809 à Vatimont (Moselle). Décédé le 23 avril 1871 à Versailles (Yvelines), il était domicilié 26, rue de Varennes à Paris.

## Biographie
Entré à l'école Polytechnique en 1827, conseiller général du canton de Faulquemont de 1839 à 1848, il devient officier du génie. Il est député de la Moselle de 1848 à 1849, siégeant à droite.

## Sources
- Ressources relatives à la vie publique :   - base Léonore
  - Base Sycomore
- « Gustave Rolland », dans Adolphe Robert et Gaston Cougny, Dictionnaire des parlementaires français, Edgar Bourloton, 1889-1891 [détail de l’édition]